# Scolecenchelys puhioilo
Scolecenchelys puhioilo is een straalvinnige vissensoort uit de familie van slangalen (Ophichthidae). De wetenschappelijke naam van de soort is voor het eerst geldig gepubliceerd in 1979 door McCosker.